# رابرت اف. ویلیامز
رابرت اف. ویلیامز (انگلیسی: Robert F. Williams؛ ۲۶ فوریه ۱۹۲۵ – ۱۵ اکتبر ۱۹۹۶) اهل ایالات متحده آمریکا از رهبران جنبش مدنی و نویسنده حقوق بشر آمریکایی بود که به عنوان رئیس‌جمهور منروو، بخش کارولینای شمالی در NAACP در دهه ۱۹۵۰ تا ۱۹۶۱ خدمت کرد.